# Rhoda Scott
Rhoda Scott (Dorothy, 3 luglio 1938) è un'organista statunitense, di genere hard bop e soul jazz.
Di origini afro-americane, Rhoda Scott ha molti famosi successi nel suo repertorio, come In the Mood, Theme from New York, New York, Summertime, Mack the Knife, Take Five, Moanin', Ebb Tide, Hit the Road Jack, Greensleeves, Tico-Tico no Fubá, Let it Snow, e Delilah.